# Sudamerlycaste
Genre
Sudamerlycaste est un genre d'orchidées épiphytes comptant une quarantaine d'espèces originaires d'Amérique du Sud.
Ce nouveau genre a été formé  en 2003 à partir d'espèces du genre Lycaste

## Synonymes
- Ida Ryan, A. & H. Oakeley

## Liste d'espèces
- Sudamerlycaste acaroi  (Oakeley) Archila (2009)
- Sudamerlycaste andreettae  (Dodson) Archila (2002)
- Sudamerlycaste angustitepala  (Oakeley) Archila (2009)
- Sudamerlycaste ariasii  (Oakeley) Archila (2009)
- Sudamerlycaste barringtoniae  (Sm.) Archila (2002)
- Sudamerlycaste barrowiorum  (Oakeley) Archila (2009)
- Sudamerlycaste castanea  (Oakeley) Archila (2009)
- Sudamerlycaste ciliata  (Ruiz & Pav.) Archila (2002)
- Sudamerlycaste cinnabarina  (Lindl. ex J.C.Stevens) Archila (2002)
- Sudamerlycaste cobbiana  (B.S.Williams) Archila (2002)
- Sudamerlycaste costata  (Lindl.) Archila (2002)
- Sudamerlycaste diastasia  (D.E.Benn. & Oakeley) Archila (2002)
- Sudamerlycaste dunstervillei  (Bergold) Archila (2002)
- Sudamerlycaste dyeriana  (Sander ex Mast.) Archila (2002)
- Sudamerlycaste ejirii  (Oakeley) Archila (2009)
- Sudamerlycaste fimbriata  (Poepp. & Endl.) Archila (2002)
- Sudamerlycaste fulvescens  (Hook.) Archila (2002)
- Sudamerlycaste gigantea  (Lindl.) Archila (2002)
- Sudamerlycaste grandis  Archila (2002)
- Sudamerlycaste heynderycxii  (E.Morren) Archila (2002)
- Sudamerlycaste hirtzii  (Dodson) Archila (2002)
- Sudamerlycaste jamesiorum  (Oakeley) Archila (2009)
- Sudamerlycaste jimenezii  (Oakeley) Archila (2009)
- Sudamerlycaste lacheliniae  (Oakeley) Archila (2009)
- Sudamerlycaste laciniata  (Oakeley) Archila (2009)
- Sudamerlycaste lanipes  (Lindl.) Archila (2002)
- Sudamerlycaste lata  (Rolfe) Archila (2002)
- Sudamerlycaste linguella  (Rchb.f.) Archila (2002)
- Sudamerlycaste lionetii  (Cogn. & A.Gooss. ex Oakeley) Archila (2009)
- Sudamerlycaste locusta  (Rchb.f.) Archila (2002)
- Sudamerlycaste maxibractea  (D.E.Benn. & Oakeley) Archila (2003)
- Sudamerlycaste munaensis  (Oakeley) Archila (2009)
- Sudamerlycaste nana  (Oakeley) Archila (2003)
- Sudamerlycaste pegueroi  Archila (2011)
- Sudamerlycaste peruviana  (Rolfe) Archila (2003)
- Sudamerlycaste priscilae  (I.Portilla ex Oakeley) Archila (2009)
- Sudamerlycaste reichenbachii  (Gireoud ex Rchb.f.) Archila (2003)
- Sudamerlycaste rikii  (Oakeley) Archila (2009)
- Sudamerlycaste rossyi  (Hoehne) Archila (2003)
- Sudamerlycaste shigerui  (Oakeley) Archila (2009)
- Sudamerlycaste uribei  (Oakeley) Archila (2009)